# Herbaspirillum piri
Herbaspirillum piri es una bacteria gramnegativa del género Herbaspirillum. Fue descrita en el año 2018. Su etimología hace referencia a peral. Es aerobia y móvil. Tiene un tamaño de 0,8 μm de ancho por 1,5 μm de largo. Catalasa y oxidasa positivas. Forma colonias circulares, lisas, de color amarillo pálido y con márgenes enteros en agar TSA tras 48 horas de incubación. Temperatura de crecimiento entre 10-41 °C, óptima de 30 °C. Tiene un contenido de G+C de 60,4%. Se ha aislado de la corteza de un peral en China. 